# Psychotria falcata
Psychotria falcata är en måreväxtart som beskrevs av Henry Hurd Rusby. Psychotria falcata ingår i släktet Psychotria och familjen måreväxter. Inga underarter finns listade i Catalogue of Life.